# Berliner FC Dynamo
Berliner Fussball Club Dynamo e.V. eller BFC Dynamo alternativt Dynamo Berlin  är en tysk fotbollsklubb hemmahörande i stadsdelen Alt-Hohenschönhausen i stadsdelsområdet Lichtenberg i Berlin. Klubben grundades år 1966, men började ursprungligen som en fotbollssektion inom sportklubben SC Dynamo Berlin år 1954. BFC Dynamo var den mest framgångsrika klubben i DDR-Oberliga och vann tio raka mästerskap mellan 1979 och 1988. Laget spelar idag i Regionalliga Nordost.

## Historia

### Bakgrund
BFC Dynamo var en av de mest framgångsrika klubbarna i Östtyskland. I likhet med samtliga klubbar med namnet Dynamo var BFC Dynamo fram till början av år 1990 en del av den landsomfattande idrottsorganisationen SV Dynamo. SV Dynamo var en idrottsorganisation för de östtyska säkerhetsorganen (Volkspolizei, Stasi och senare även tullförvaltningen) och organiserades efter sovjetiskt mönster. Ordförande i SV Dynamo var Erich Mielke, som var chef för Stasi mellan 1957 och 1989.

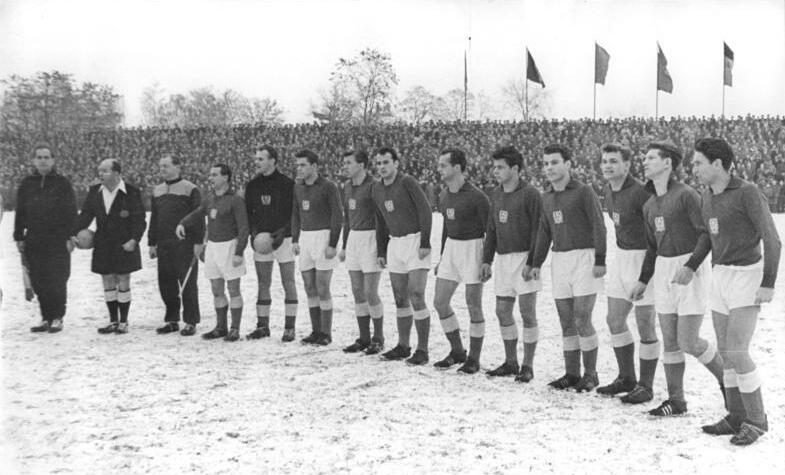
SC Dynamo Berlins lag efter vinsten i finalen i Östtyska cupen, FDGB-Pokal, mot SC Wismut Karl-Marx-Stadt på Bruno-Plache-Stadion i Leipzig den 13 december 1959.

BFC Dynamo började ursprungligen som en fotbollssektion i sportklubben SC Dynamo Berlin år 1954. Laget bildades genom att spelarna i SG Dynamo Dresden delegerades till Berlin för att bilda ett nytt och starkt lag i huvudstaden. Bakom delegeringen låg politiska skäl och sannolikt även påtryckningar från Erich Mielke. Lag som Hertha BSC, Blau-Weiß 1890 Berlin and Tennis Borussia Berlin, var fortfarande populära i Östberlin och drog supportrar till Västberlin. Dresden hade två lag i DDR-Oberliga under säsongen 1953/1954, medan Berlin inte hade något. Ordföranden i SV Dynamo Erich Mielke ansåg att republikens huvudstad behövde ett starkt lag.
SC Dynamo Berlin hade vissa framgångar i slutet av 1950-talet och början av 1960-talet, inklusive en seger i Östtyska cupen, FDGB-Pokal, år 1959. En framstående spelare vid den här tiden var t.ex. Günter Schröter. Laget skulle dock komma att överskuggas av armélaget ASK Vorwärts Berlin som vann flera ligatitlar under 1960-talet. SC Dynamo Berlin drabbades av en kraftig nedgång från år 1963, som skulle sluta med en andra nedflyttning till andradivisionen DDR-Liga år 1967. 
SC Dynamo Berlin spelade på stora Walter-Ulbricht-Stadion (senare känd som Stadion der Weltjugend) på Chauseestraße i Mitte fram tills Berlinmuren byggdes år 1961. Laget flyttade då sina hemmamatcher till fotbollsstadion i det stora idrottskomplexet Dynamo-Sportforum i Alt-Hohenschönhausen, där sportklubben hade sin hemvist. 
Under 1960-talet genomfördes en omorganisering av fotbollen i DDR i syfte att höja kvalitén på östtysk fotboll. Omorganiseringen innebar att ett antal utvalda fotbollssektioner separerades från sina sportklubbar för att bilda rena fotbollsklubbar. Den nya fotbollsklubbarna var tänkta att utgöra prestationscenter och skulle komma att erhålla särskild finansiering av den östtyska centralorganisation för idrott DTSB. Tanken var att de bästa fotbollsspelarna skulle koncentreras i dessa klubbar och att klubbarna i större utsträckning skulle stå under kontroll av DTSB. Som en del av omorganiseringen separerades fotbollssektionen från SC Dynamo Berlin och ombildades till fotbollsklubben BFC Dynamo. Även fotbollssektionen i SG Dynamo Hohenschönhausen upplöstes efter säsongen 1965/1966 och spelarna anslöts till reservlaget i BFC Dynamo, BFC Dynamo II. BFC Dynamo II tog därmed även över SG Dynamo Hohenschönhausens plats i Bezirksliga Berlin 1966/1967.
SG Dynamo Hohenschönhausen grundades 1953 under namnet SG Dynamo Berlin. Klubben hette tidigare SV Deutsche Volkspolizei Berlin. Laget spelade i tredjedivisionen Bezirksliga Berlin under säsongen 1954/1955. Efter att sportklubben SC Dynamo Berlin hade grundats fick laget inom kort byta namn till SG Dynamo Berlin-Mitte. SG Dynamo Berlin-Mitte ombildades till reservlag i SC Dynamo Berlin ett år senare och spelade som SC Dynamo Berlin 1b under säsongen 1956. Laget skulle sedan komma att spela som en del av SG Dynamo Hohenschönhausen. SG Dynamo Hohenschönhausen bildades 1957 genom en sammanslagning av SG Dynamo Berlin-Mitte, SG Dynamo Berlin-Ost and SG Dynamo Berlin-Nordost. SG Dynamo Hohenschönhausen skulle till stor del bestå av unga talanger från SC Dynamo Berlin, men även veteraner såsom Herbert Schoen, Harry Nippert, Herbert Maschke, Joachim Hall, Christian Hofmann och Klaus Thiemann. Trots att SG Dynamo Hohenschönhausen formellt sett var en självständig klubb, var klubben i praktiken en filial till SC Dynamo Berlin

### Grundande
BFC Dynamo grundades den 15 januari 1966. Klubben presenterades av ordföranden i SV Dynamo Erich Mielke för 1 400 gäster i Dynamo-Sporthalle i Sportforum Hohenschönhausen, då benämnt Dynamo-Sportforum. Till ordförande i klubben valdes Manfred Kirste och till hedersordförande valdes Erich Mielke. BFC Dynamo grundades som en av Östtysklands nya elitklubbar och skulle senare komma att få en roll som flaggskepp inom östtysk ligafotboll. Spelarna var tänka att bli socialistiska hjältar och laget var tänkt att kunna hävda sig internationellt för att därigenom stärka Östtysklands internationella prestige.
BFC Dynamo nådde finalen i Östtyska cupen 1970/1971, där laget besegrades av SG Dynamo Dresden. Andraplatsen i Östtyska cupen innebar dock att BFC Dynamo kvalificerade sig för Europeiska cupvinnarcupen 1971/1972, eftersom SG Dynamo Dresden var kvalificerade för Europacupen. BFC Dynamo  nådde hela vägen till semifinal där laget slutligen slogs ut av Dynamo Moskva. På vägen till semifinalen slog laget bland annat ut Åtvidabergs FF. BFC Dynamo är fortfarande den enda klubben i Berlin som har tagit sig till semifinal i någon av de två mest prestigefyllda UEFA-turneringarna (Europacupen och Europeiska cupvinnarcupen) per 2022.
När FC Vorvärts Berlin förflyttades till Frankfurt an der Oder 1971 kunde BFC Dynamo ta över rollen som det dominerande laget för de väpnade styrkorna i Östberlin. Laget skulle också få möjlighet att börja spela fler matcher på den större arenan Friedrich-Ludwig-Jahn-Sportpark i centrala Prenzlauer Berg, vilket ledde till stigande intresse för laget och växande åskådarskaror. BFC Dynamo slutade på en andra plats i DDR-Oberliga 1971/1972 och kvalificerade  sig därmed för Uefacupen 1972/1973. BFC Dynamo nådde tredje omgången där laget ställdes mot Liverpool FC. Den första matchen slutade 0-0 framför 20 000 åskådare på fotbollsstadion i Dynamo-Sportforum. Laget förlorade dock med 1-3 på Anfield och blev utslagna ur turneringen. Det enda målet för BFC Dynamo gjordes av Wolf-Rüdiger Netz. 

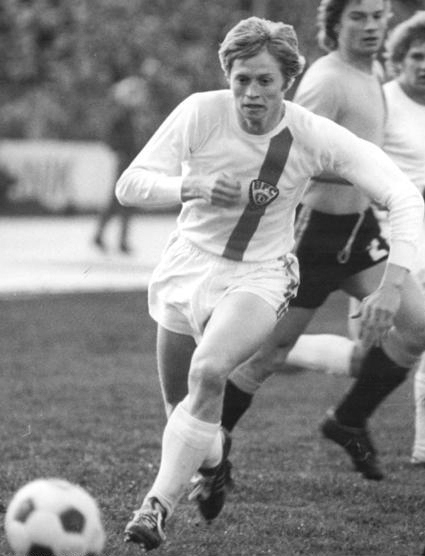
Hans-Jürgen Riediger under en match mot SG Dynamo Dresden den 25 april 1975.

BFC Dynamo utvecklades till ett representationslag för idrottsorganisationen SV Dynamo. Klubben skiljde ut sig från andra klubbar inom SV Dynamo. Den var belägen på frontlinjen i Kalla kriget och var en representant för Östtysklands huvudstad. BFC Dynamo fick de bästa materiella förutsättningarna och skulle komma att utveckla en mycket framgångsrik ungdomsakademi som lade grunden till klubbens framgångar.
De särskilda fotbollsklubbarna (FC) i Östtyskland hade rätt att värva unga talanger inom egna avgränsade geografiska upptagningsområden. BFC Dynamo skulle dock ha ytterligare en fördel när det gällde rekrytering av unga talanger. De flesta landsomfattande idrottsorganisationer (SV) upplöstes när Deutscher Turn- und Sportbund (DTSB) bildades 1957. Idrottsorganisationerna SV Dynamo och ASV Vorwärts tilläts dock att fortsätta existera. Ett beslut i SED:s Politbyrå år 1962 tillät idrottsorganisationerna SV Dynamo och ASV Vorwärts att driva sportsällskap på alla orter där organisationerna också hade kontor. Detta skulle komma att ge BFC Dynamo, men även FC Vorwärts Berlin och SG Dynamo Dresden, en strukturell fördel jämfört med andra fotbollsklubbar. BFC Dynamo skulle få därigenom möjlighet att värva talanger från ungdomssektionerna hos SV Dynamos sportsällskap över hela Östtyskland, med undantag för Bezirk Dresden där SG Dynamo Dresden hade företräde och ett antal sportsällskap i södra Östtyskland som istället tilldelades SG Dynamo Dresden.
Särskilda träningscenter (Trainingszentrum) (TZ) för barn och ungdomar skulle senare komma att utgöra grunden i det Östtyska systemet för att få fram de bästa utövarna inom tävlingsidrott. Träning i träningscenter började vanligtvis när barnen var runt tio års ålder. Träningen i träningscentren pågick vanligtvis i tre till fyra år. Från träningscentren kunde sedan de mest talangfulla ungdomarna delegeras till en sportskola (Kinder und Jugend Sportschule) (KJS) och en sportklubb (SC) eller en fotbollsklubb (FC). BFC Dynamo skulle så småningom komma att få tillgång till hela 38 träningscenter (TZ) i Östtyskland där klubben kunde värva unga talanger. De flesta av dessa träningscenter drevs av idrottsorganisationen SV Dynamo. Som jämförelse hade 1. FC Union Berlin endast tillgång till 6 träningscenter i Berlinområdet.
BFC Dynamo tilldelades även status som en av landets särskilt prioriterade fokusklubbar (Schwerpunktclub) av DTSB. Detta innebar att klubben kunde delegera dubbelt så många ungdomar från träningscenter till den idrottsskola (KJS) som klubben samarbetade med, jämfört med icke-prioriterade klubbar. Klubbens status som fokusklubb i Östberlin innebar även att 1. FC Union Berlin, som inte vara en fokusklubb, även skulle komma att behöva delegera några av sina bästa unga talanger till BFC Dynamo, såsom t.ex. Detlef Helms. 
BFC Dynamo hade ligans yngsta lag under säsongen 1975/1976 med en snittålder om endast 22,8 år. Bland toppspelarna fanns Reinhard Lauck, en offensiv mittfältare som hade värvats från 1. FC Union Berlin efter att 1. FC Union Berlin hade blivit nedflyttat till andradivisionen DDR-Liga år 1973, och den unga talangfulla mittfältaren Lutz Eigendorf, som hade kommit via den egna ungdomsakademin.

### Storhetstid
BFC Dynamo tränades sedan  1977 av Jürgen Bogs. Jürgen Bogs hade en bakgrund som ungdomstränare i klubben. Säsongen 1978/1979 innebar ett skifte i östtysk fotboll. SG Dynamo Dresden och  1. FC Magdeburg hade dominerat DDR-Oberliga under 1970-talet. BFC Dynamo inledde säsongen 1978/1979 med tio raka segrar och vann till slut sin första titel i DDR-Oberliga. Titeln säkrades när SG Dynamo Dresden besegrades med 3-1 framför 22 000 åskådare på Friedrich-Ludwig-Jahn-Sportpark i den 24:e omgången. Hans-Jürgen Riediger var lagets bästa målskytt och blev ligans näst bästa målskytt för säsongen med 20 mål.

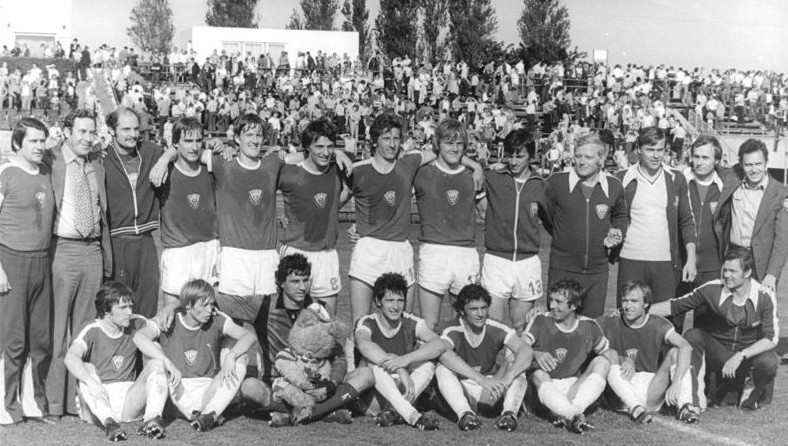
Laget efter att ha säkrat sin första titel i DDR-Oberliga den 6 juni 1979. Klubbpresident Manfred Kirste syns andra stående från vänster.

Med den första titeln i DDR-Oberliga var BFC Dynamo också för första gången kvalificerade för Europacupen. BFC Dynamo slog ut KS Ruch Chorzów och Servette FC i de första två omgångarna av Europacupen 1979/1980. Laget ställdes därefter mot Nottingham Forest FC under Brian Clough i kvartsfinalen. BFC Dynamo vann det första mötet med 1-0 på City Ground, med ett mål av Hans-Jürgen Riediger. Laget förlorade dock returmötet med 1-3 framför 30 000 åskådare på Friedrich-Ludwig-Jahn-Sportpark och blev därmed utslagna på målskillnad. Vinsten mot Nottingham Forest FC på bortaplan innebar dock att BFC Dynamo blev det första tyska laget som besegrade ett engelskt lag på bortaplan i Europacupen.
BFC Dynamo skulle komma att dominera DDR-Oberliga under 1980-talet.  Laget spelade 36 matcher utan förlust mellan 1982 och 1984, inklusive hela säsongen 1982/1983. Under ledning av tränaren Jürgen Bogs skulle BFC Dynamo komma att vinna tio raka titlar i DDR-Oberliga. BFC Dynamos dominans var kontroversiell och det förekommer än idag diskussioner om denna period. Det förekom att domare fattade till synes obegripliga domslut till förmån för BFC Dynamo. Detta antydde att klubbens framgångar inte enbart berodde på prestation. Klubben var mycket impopulär runt om i landet, som en symbol för huvudstaden och för Stasi. På grund av klubbens privilegier och stora framgångar blev supportrar till motståndarlagen snabbt uppretade vid märkliga domslut, som de såg som manipulering från domare. Särskilt gällde detta i städer i Sachsen, såsom Dresden och Leipzig. Många pekar på att BFC Dynamo dominerade i ligan men aldrig lyckades i Europa. En granskning av säsongen 1984/1985, som genomfördes av Östtysklands fotbollsförbund (DFV) under ledning av Karl Zimmermann, visade bland annat att BFC Dynamo fick avsevärt färre gula kort än de närmsta konkurrenterna SG Dynamo Dresden och 1. FC Lokomotive Leipzig. Utredningen utgjorde upptakten till en ökad fokus på domarnas agerande från DFV, som senare ledde till att flera domare straffades.

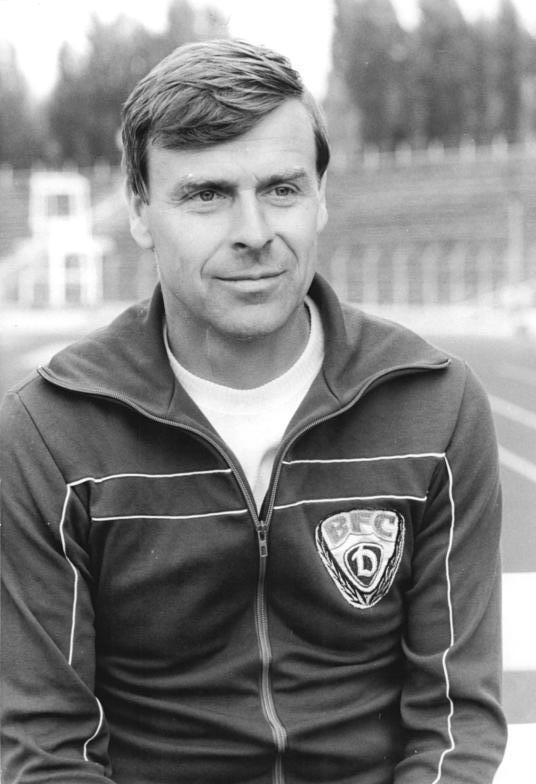
Jürgen Bogs tränade BFC Dynamo mellan 1977 och 1989.

En av de mest kontroversiella situationerna inträffade under en match mellan 1. FC Lokomotive Leipzig och BFC Dynamo den 22 mars 1986. 1. FC Lokomotive Leipzig ledde matchen med 1-0 när domaren Bernd Stumpf dömde en kontroversiell straff till BFC Dymamo i den 94:e matchminuten. Frank Pastor slog in straffen för BFC Dynamo och utjämnade matchen. Straffen orsakade en våg av protester i landet. DFV agerade kraftfullt och stängde av Bernd Stumpf på livstid. Två representanter för SV Dynamo i DFV:s domarkommitté byttes också ut. En av representanterna var Heinz Einbeck från Berlin, som var sponsormedlem i BFC Dynamo. Sanktionerna mot Bernd Stumpf godkändes av Erich Honecker och Egon Krenz i Socialistiska enhetspartiets centralkommitté. Bernd Stumpf kunde dock skicka en ny videoinspelning från matchen till Mitteldeutscher Rundfunk (MDR) år 2000. Videoinspelningen hade ursprungligen spelats in av BFC Dynamo för träningsändamål och visade situationen från en annan vinkel. Videoinspelningen visade att straffen var korrekt och att sanktionerna mot Bernd Stumpf var obefogade.
Det visade sig efter den tyska återföreningen att flera östtyska domare hade varit så kallade inofficiella medarbetare (IM) åt Stasi. 
Några bevis för att domare stod under direkta intruktioner från Stasi eller att Stasi mutade domare har dock aldrig påträffats i arkiven. Istället finns misstankar om att domare själva kan ha valt att behandla BFC Dynamo fördelaktigt i vad som på engelska kallas "preemptive obediance". För att exempelvis kunna döma en internationell match utomlands skulle en domare behöva ett utresetillstånd, som skulle behöva godkännas av Stasi.

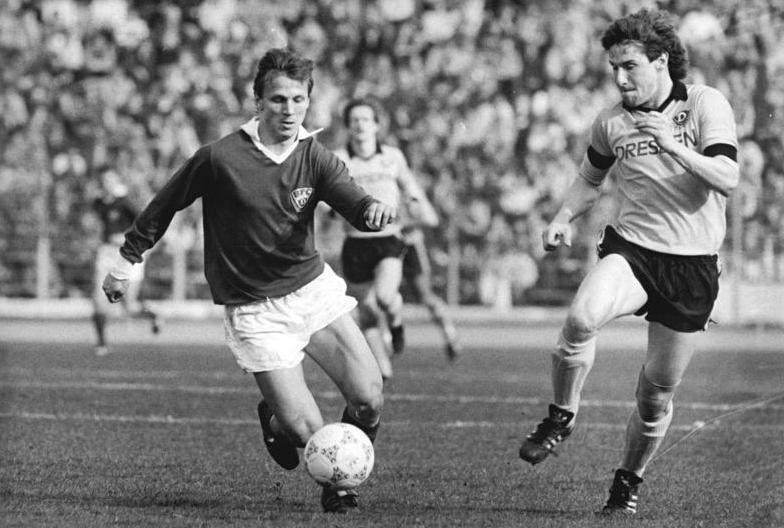
Andreas Thom med bollen under en match mot SG Dynamo Dresden den 6 april 1988.

Föra detta tränaren Jürgen Bogs, före detta spelare såsom Andreas Thom och Bodo Rudwaleit samt andra associerade med klubben motsätter sig dock bilden att BFC Dynamos framgångar skulle ha berott på att domare manipulerade matcher till lagets fördel. Flera av dem medger att det kan ha förekommit att domare dömde till lagets fördel, men de insisterar på att det snarare var klubbens grundliga arbete med unga talanger och lagets kvalité som gav klubben sina titlar. Även  den före detta östtyska domaren Bernd Heynemann, som har vittnat om att han en gång välkomnades personligen av Erich Mielke i omklädningsrummet i Friedrich-Ludwig-Jahn-Sportpark inför en match, sade i en intervju med Leipziger Volkszeitung år 2017: "BFC är inte mästare tio gånger på grund av att domarna bara blåste för Dynamo. De var redan björnstarka".
Även om ryktena om att matcher manipulerades av domare till BFC Dynamos fördel inte har kunnat skingras helt, så är det ett faktum att BFC Dynamo byggde sina framgångar på sitt omfattande ungdomsarbete. Klubbens ungdomsarbete under den här tiden är erkänt än idag. Endast en femtedel av de spelare som vann de tio titlarna i DDR-Oberliga med BFC Dynamo var äldre än 18 år när de kom till klubben. De flesta av klubbens främsta spelare under det  framgångsrika 1980-talet kom istället via klubbens egna ungdomsakademi och juniorlag. BFC Dynamo värvade under denna tid färre etablerade spelare från de andra lagen i DDR-Oberliga än vad andra klubbar gjorde, såsom SG Dynamo Dresden och FC Carl Zeiss Jena. Klubben värvade dock Waldemar Ksienzyk från 1. FC Union Berlin år 1984, Frank Pastor från Hallescher FC Chemie år 1984 och Thomas Doll från FC Hansa Rostock år 1986. Samtliga dessa spelare värvades dock i samband med att lagen de hade spelat för blev nedflyttade till andradivisionen DDR-Liga. Thomas Doll sökte sig till BFC Dynamo, för att ha en chans att spela för landslaget. Han hade möjlighet att gå till SG Dynamo Dresden, men valde Berlin för att kunna vara närmare familjemedlemmar och för att han kände spelare där från juniorlandslaget, såsom Andreas Thom.
| ”                                                 | Jag kan tänka mig att det förekom manipulering från domare på grund av det enorma trycket från regeringen och Ministeriet för statssäkerhet. Det kan ha gjort vissa domare nervösa och påverkat deras beslut. Men vi var det starkaste laget vid den tiden. Vi behövde inte deras hjälp. | „ |
| – Falko Götz, spelare i BFC Dynamo 1979-1983, CNN | |   |

SG Dynamo Dresden bröt till slut BFC Dynamos dominans genom att vinna DDR-Oberliga 1988/1989. BFC Dynamo vann dock Östtyska cupen samma år. De två lagen möttes därför i Östtyska supercupen, DFV-Supercup. Matchen spelades på Stadion der Freundschaft i Cottbus den  5 augusti 1989. BFC Dynamo besegrade SG Dynamo Dresden med 4-1, efter bland annat två mål av Thomas Doll. BFC Dynamo blev därmed den första och enda vinnaren av Östtyska supercupen i den östtyska fotbollshistorien.

### Tyska återföreningen
För BFC Dynamo blev det helt andra tider efter 1990. Klubbens namn var starkt förknippat med Stasi och klubben försökte därför profilera om sig genom att anta det nya namnet "FC Berlin". Spelare flydde till Bundesliga och klubben sjönk genom divisionerna. Åskådarsiffrorna hade sjunkit kraftigt i slutet av 1980-talet och nästan endast unga supportrar fanns kvar i början av 1990-talet. Klubben skulle nu även blir starkt förknippad med huliganism. Under en bortamatch mot FC Sachsen Leipzig den 3 november 1990 drabbade supportrar till FC Berlin samman med tysk polis i stadsdelen Leutzsch i Leipzig. Den 18-åriga supportern Mike Polley från stadsdelen Malchow i Berlin dödades efter att skjutits med flera skott av polis. Klubben fick fortfarande julhälsningar från Real Madrid och Liverpool FC i slutet av 1990-talet. FC Berlin tog tillbaka namnet "BFC Dynamo" år 1999.

### Nutid

Det klubbmärke som användes mellan 2009 och 2023.

BFC Dynamo spelade  i femtedivisionen NOFV-Oberliga Nord från säsongen 2008/2009. Laget dominerade NOFV-Oberliga Nord under den populäre turkiskfödde tränaren Volkan Uluc under säsongen 2013/2014 och kvalificerade sig därmed för fjärdedivisionen Regionalliga Nordost. I samband med uppflyttningen återvände laget till Friedrich-Ludwig-Jahn-Sportpark i Prenzlauer Berg, efter att ha spelat på fotbollsstadion i Sportforum Hochenschönhausen i Alt-Hohenschönhausen sedan början av säsongen 1992/93.

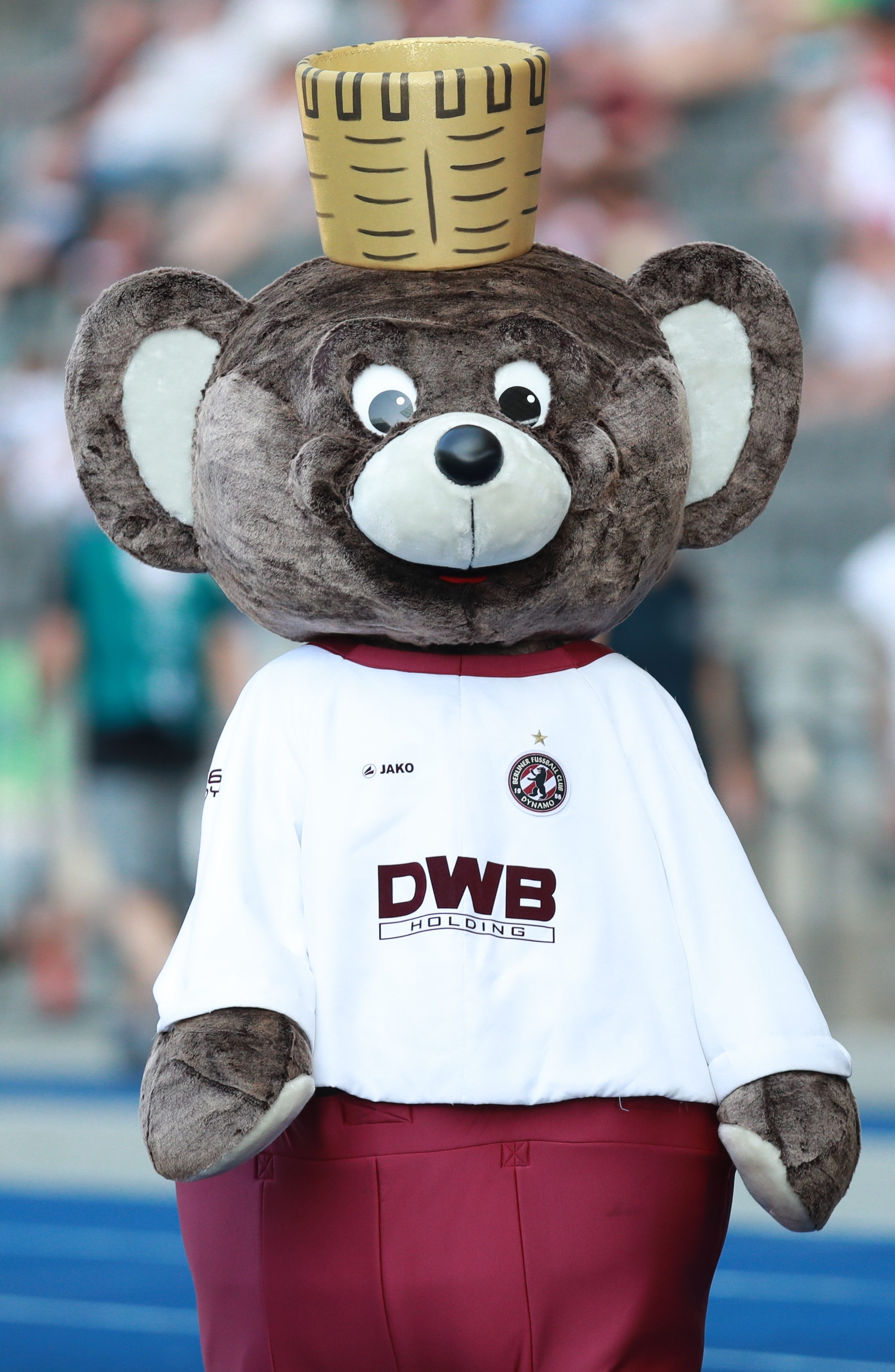
BFC Dynamos maskot Teddy under en match mellan BFC Dynamo och 1. FC Köln i Tyska cupen, DFB-Pokal, den 19 augusti 2018.

BFC Dynamo har spelat i Regionalliga Nordost sedan dess, där laget har ställts mot flera andra välkända före detta östtyska lag såsom 1. FC Magdeburg, 1. FC Lokomotive Leipzig, FC Carl Zeiss Jena, FC Energie Cottbus och BSG Chemie Leipzig. 
Klubben återvände till fotbollsstadion i Sportforum Hohenschönhausen under 2021. Den stora arenan i Friedrich-Ludwig-Jahn-Sportpark anses föråldrad och driftstillståndet löpte ut den 31 december 2020. Arenan planeras att rivas inför en total nybyggnation. BFC Dynamo kommer att kunna spela matcher även på Friedrich-Ludwig-Jahn-Sportpark när den nya arenan är klar. Den nya arenan kommer att ha en kapacitet om ca. 20 000 åskådare, vara fullt tillgänglighetsanpassad och möjliggöra spel i 2. Bundesliga. Den nya arenan har planerats att stå klar 2027.
BFC Dynamo är idag en lokal semi-professionell klubb i nordöstra Berlin. Klubbens verksamhet är baserad i det stora idrottskomplexet Sportforum Hohenschönhausen i stadsdelen Alt-Hohenschönhausen i stadsdelsområdet Lichtenberg. BFC Dynamo har 20 ungdomslag i alla ålderskategorier och driver en prisbelönt barnomsorgsverksamhet. Barnomsorgsverksamheten kallas för "Kita-Projekt" och lanserades år 2003. Klubbens barnomsorgsverksamhet var den första i sitt slag i  Tyskland och har vunnit flera utmärkelser. Kita-Projekt syftar till att ge flickor och pojkar i åldrarna 3-6 möjlighet att delta i sport på regelbunden basis. Cirka 200 barn från 16 förskolor i omkringliggande områden såsom Lichtenberg, Hohenschönhausen, Karlshorst, Mitte, Weißensee och Pankow deltar regelbundet i Kita-Projekt. Ledare för Kita-Projekt är den före detta spelaren för BFC Dynamo Jörn Lenz. Det fanns totalt cirka 800 barn och ungdomar i klubben per 2019. Många barn har invandrarbakgrund eller kommer från socioekonomiskt utsatta familjer.
I maj 2021 vann BFC Dynamo Berlin-cupen för sjunden gången. Inför säsongen 2021/2022 värvade klubben de rutinerade anfallaren Christian Beck från 1. FC Magdeburg. Under tränaren Christian Benbennek hade laget stor framgång i 2021/2022 Regionalliga Nordost och stod på första plats i ligan efter den första halvan av säsongen. År 2021 hade BFC Dynamo hade den största medlemsökningen bland alla fotbollsklubbar i Berlin, vid sidan om Hertha BSC och 1. FC Union Berlin. Antalet medlemmar i klubben ökade med 51 procent under året. BFC Dynamo vann Regionalliga Nordost år 2022 och tog därmed klubbens första titel i Regionalliga. Christian Beck blev ligans bästa målskytt under säsongen. Laget misslyckades dock i kvalet till 3. Liga, efter att förlorat med ett uddamål mot VfB Oldenburg. BFC Dynamo började om på nytt i Regionalliga Nordost säsongen 2022/2023 under nye tränaren Heiner Backhaus. I april 2024 meddelade BFC Dynamo på Instagram att laget under säsongen 2023/2024 har uppnått sina högsta publiksiffror sedan Die Wende och således har satt ett nytt publikrekord sedan 1990.

## Supportrar

### Dagens supporterscen
Dagens supporterscen hos BFC Dynamo består av olika kategorier av supportrar, från äldre supportrar till yngre ultras. Äldre supportrar utgör en väsentlig del av supporterscenen. Flertalet är aktiva i supportergruppen 79er. Supporterscenen spelade en viktig roll i att rädda BFC Dynamo från konkurs år 2001. Supportrar organiserade insamlingar, gjorde donationer, och reste så långt som till Österrike och Schweiz för att övertyga fordringsägare att acceptera mindre betalningar från klubben. Den ekonomiska krisen i början av 2000-talet utgör ett avgörande ögonblick för äldre supportrar.
Sedan 2000-talet har nya supportergrupper av yngre och mer ultrasorienterade supportrar bildats. Supportergruppen Fraktion H bildades år 2006 av yngre supportrar som ville skapa mer stämning på stadion. År 2011 bildades sedan ultrasgruppen Ultras BFC. Ultras BFC har haft vänskapsband med supportrar till GAIS. Ultrassupportrarna hos BFC Dynamo har lanserat kampanjer som "Brunt är inte vinrött" samt engagerat sig i fotbollsturneringar för flyktingar. Ultras BFC upplöstes år 2023. Men en kort tid därefter uppstod istället ultrasgruppen Banda Invicta.
Klubben har stöttat de nya grupperna av yngre supportrar och klubbledningen har tagit ställning mot rasism och högerextremism. BFC Dynamo bedriver aktivt supporterarbete samt har vidtagit åtgärder för att kontrollera våldsamma element i supporterscenen, utesluta kända förövare från klubben och ta avstånd från radikala supportrar. Ett stort antal stadionförbud har utfärdats av klubben sedan början av 2000-talet. Högerextrema symboler och ramsor tolereras inte av klubben. BFC Dynamos stadgar per år 2024 anger att klubben är antirasistisk.
BFC Dynamo är anslutet till Fanprojekt Berlin, som är en organisation för att stötta unga fotbollssupportrar. Dagens supporterscen inkluderar grupper som 79er, Mythos BFC, Fraktion H, Piefkes, Riot Sport, Black Boys Dynamo, Bärenbande, Gegengerade, Hipstercrew, Sektion Süddeutschland, Banda Invicta och Kollektiv Brandenburg. Gegengerade är en vänsterorienterad supportergrupp. Ett antal supportrar till klubben var aktiva i det tyska antifacistiska supporterinitiativet "Antifaschistische Fußball-Fan-Initiative" (AFFI) i början av 1990-talet. Supportrar till BFC Dynamo hänger ibland upp en bandroll på stadion under matcher med texten "There Is A Light That Never Goes Out", med en referens till det brittiska kultbandet The Smiths.
Supportrarna till BFC Dynamo arrangerar årligen en fotbollsturnering för supportrar i Sportforum Hohenschönhausen. 2024 års turnering vanns av ett mångkulturellt lag med spelare från Syrien, Asien, Palestina och Tyskland, som hade bjudits in till turneringen av supporterscenen.
En av de mest kända böckerna i Tyskland om BFC Dynamos supporterscen är boken "Der BFC war schuld am Mauerbau" av den tyske författaren och BFC Dynamo-supportern Andreas Gläser. Boken gavs ut för första gången år 2002 och beskriver supporterscenen från slutet av 1970-talet och framåt. Gläser växte upp i stadsdelen Prenzlauer Berg i Berlin och blev supporter till BFC Dynamo på 1970-talet. Boken "Stadionpartisanen - Fans und Hooligans in der DDR", av de tyska författarna Anne Hahn och Frank Willmann, publicerad för första gången år 2007, innehåller också omfattande intervjuer med BFC Dynamo-supportrar från slutet av 1970-talet och framåt.
Den tyske rapartisten Joe Rilla har dedikerat en låt till BFC Dynamo. Låten heter "Heb die Faust Hoch (BFC Dynamo Straßenhymne)" och släpptes år 2008. Rilla, vars riktiga namn är Hagen Stoll, är uppvuxen i stadsdelen Marzahn i Berlin och har en bakgrund inom BFC Dynamos huliganscen.

## Meriter

### Nationellt
- Östtyska mästare

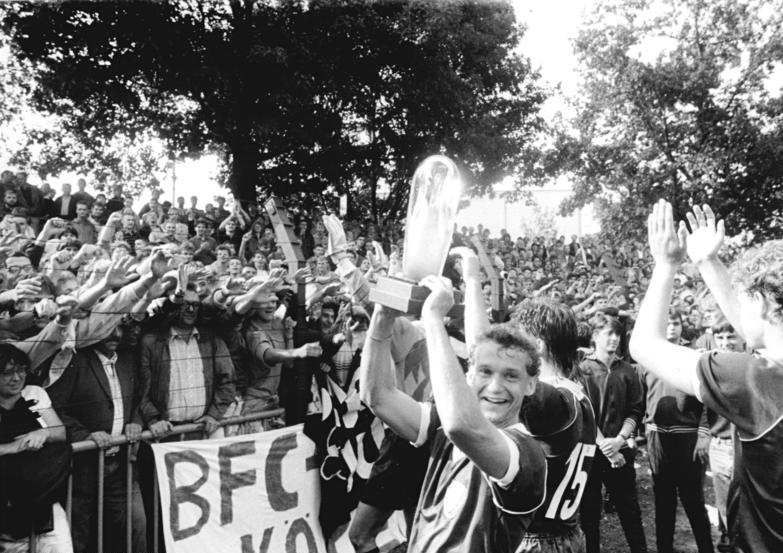
Laget firar segern över SG Dynamo Dresden i Östtyska supercupen, DFV-Supercup, den 5 augusti 1989 tillsammans supportrar. Heiko Bonan håller i pokalen.

  - Vinnare: (10) 1978/1979, 1979/1980, 1980/1981, 1981/1982, 1982/1983, 1983/1984, 1984/1985, 1985/1986, 1986/1987, 1987/1988 (Rekord)
  - Andraplats: (4) 1960,[c] 1971/1972, 1975/1976, 1988/1989
- FDGB-Pokal
  - Vinnare: (3) 1959,[d] 1987/1988,  1988/1989
  - Andraplats: (6) 1961/1962,[e] 1970/1971, 1978/1978, 1981/1982, 1983/1984, 1984/1985
- DFV-Supercup
  - Vinnare: 1989
- Fuwo-Pokal
  - Andraplats: 1972[f]
- DDR-Liga (II)
  - Vinnare: 1957, 1967/1968

### Europeiska
- Europacupen för mästarlag
  - Kvartsfinal: 1979/1980, 1983/1984
- Europeiska cupvinnarcupen i fotboll
  - Semifinal: 1971/1972

### Dubbeln
- DDR-Oberliga och FDGB-Pokal
  - Vinnare: 1988

### Regionala
- Regionalliga Nordost (IV)
  - Vinnare: 2021/2022
- NOFV-Oberliga Nord (III-V)
  - Vinnare: 1991/1992, 2000/2001, 2013/2014
  - Andraplats: 2008/2009, 2009/2010
- Verbandsliga Berlin (VI)
  - Vinnare: 2003/2004
- Berliner Landespokal (III-VII)
  - Vinnare: (7) 1998/1999, 2010/2011, 2012/2013, 2014/2015, 2016/2017, 2017/2018, 2020/2021
  - Andraplats: 1999/2000, 2009/2010

## Kända spelare

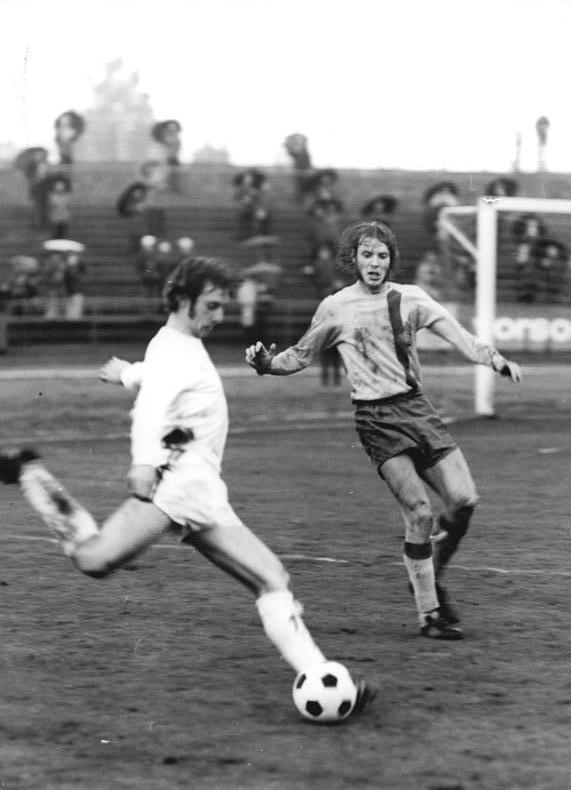
Frank Terletzki spelade 373 matcher för BFC Dynamo i DDR-Oberliga mellan 1969 och 1986.

- Christian Backs
- Stefan Beinlich
- Thomas Doll
- Lutz Eigendorf
- Rainer Ernst
- Falko Götz
- Reinhard Lauck
- Wolf-Rüdiger Netz
- Frank Pastor
- Hans-Jürgen Riediger
- Frank Rohde
- Bodo Rudwaleit
- Herbert Schoen
- Günter Schröter
- Bernd Schulz
- Frank Terletzki
- Andreas Thom
- Norbert Trieloff

## Europeiska matcher
| Säsong    | Turnering                 | Omgång          | Land                                            | Klubb                    | Resultat             |
| --------- | ------------------------- | --------------- | ----------------------------------------------- | ------------------------ | -------------------- |
| 1971/1972 | Europeiska cupvinnarcupen | Första omgången | Wales                                           | Cardiff City FC          | 1–1, 1–1, 6–5 (str.) |
|           |                           | Andra omgången  | Belgien                                         | K. Beerschot V.A.C.      | 3–1, 3–1             |
|           |                           | Kvartsfinal     | Sverige                                         | Åtvidabergs FF           | 2–0, 2–2             |
|           |                           | Semifinal       | Sovjetunionen                                   | Dynamo Moskva            | 1–1, 1–1, 1–4 (str.) |
| 1972/1973 | Uefacupen                 | Första omgången | Frankrike                                       | Angers SCO               | 1–1, 2–1             |
|           |                           | Andra omgången  | Bulgarien                                       | DFS Levski-Spartak Sofia | 3–0, 0–2             |
|           |                           | Tredje omgången | England                                         | Liverpool FC             | 0–0, 1–3             |
| 1976/1977 | Uefacupen                 | Första omgången | Sovjetunionen                                   | Sjachtar Donetsk         | 0–3, 1–1             |
| 1978/1979 | Uefacupen                 | Första omgången | Socialistiska federativa republiken Jugoslavien | Röda stjärnan Belgrad    | 5–2, 1–4             |
| 1979/1980 | Europacupen               | Första omgången | Polen                                           | KS Ruch Chorzów          | 4–1, 0–0             |
|           |                           | Andra omgången  | Schweiz                                         | Servette FC              | 2–1, 2–2             |
|           |                           | Kvartsfinal     | England                                         | Nottingham Forest FC     | 1–0, 1–3             |
| 1980/1981 | Europacupen               | Första omgången | Cypern                                          | APOEL FC                 | 3–0, 1–2             |
|           |                           | Andra omgången  | Tjeckoslovakien                                 | TJ Baník Ostrava OKD     | 0–0, 1–1             |
| 1981/1982 | Europcupen                | Kvalspel        | Frankrike                                       | AS Saint-Étienne         | 1-1, 2-0             |
|           |                           | Första omgången | Schweiz                                         | FC Zürich                | 2–0, 1–3             |
|           |                           | Andra omgången  | England                                         | Aston Villa FC           | 1–2, 1–0             |
| 1982/1983 | Europacupen               | Första omgången | Västtyskland                                    | Hamburger SV             | 1–1, 0–2             |
| 1983/1984 | Europacupen               | Första omgången | Luxemburg                                       | AS la Jeunesse d'Esch    | 4–1, 2–0             |
|           |                           | Andra omgången  | Socialistiska federativa republiken Jugoslavien | Partizan Belgrad         | 2–0, 0–1             |
|           |                           | Kvartsfinal     | Italien                                         | AS Roma                  | 0–3, 2–1             |
| 1984/1985 | Europacupen               | Första omgången | Skottland                                       | Aberdeen FC              | 1–2, 2–1, 5–4 (str.) |
|           |                           | Andra omgången  | Österrike                                       | FK Austria Wien          | 3–3, 1–2             |
| 1985/1986 | Europacupen               | Första omgången | Österrike                                       | FK Austria Wien          | 0–2, 1–2             |
| 1986/1987 | Europacupen               | Första omgången | Sverige                                         | Örgryte IS               | 3–2, 4–1             |
|           |                           | Andra omgången  | Danmark                                         | Brøndby IF               | 1–2, 1–1             |
| 1987/1988 | Europacupen               | Första omgången | Frankrike                                       | FC Girondins de Bordeaux | 0–2, 0–2             |
| 1988/1989 | European Cup              | Första omgången | Västtyskland                                    | SV Werder Bremen         | 3–0, 0–5             |
| 1989/1990 | Europeiska cupvinnarcupen | Första omgången | Island                                          | Valur                    | 2–1, 2–1             |
|           |                           | Andra omgången  | Frankrike                                       | Monaco                   | 0–0, 1–1             |

### Resultat i Europa
| Turnering                 | Resultat | Resultat | Resultat | Resultat | Resultat |
| Turnering                 | S        | V        | O        | F        | Vinst %  |
| ------------------------- | -------- | -------- | -------- | -------- | -------- |
| Europacupen               | 38       | 15       | 8        | 15       | 39,47    |
| Uefacupen                 | 10       | 3        | 3        | 4        | 30,00    |
| Europeiska cupvinnarcupen | 12       | 5        | 7        | 0        | 41,67    |
| Totalt                    | 60       | 23       | 18       | 19       | 38,33    |

## Ytterligare läsning

### Tidningsartiklar
- Bertram, Marco (13 april 2020). ”Nordwall und Gegengerade” (på tyska). 11 Freunde (Berlin: 11FREUNDE Verlag GmbH & Co. KG). https://11freunde.de/artikel/nordwall-und-gegengerade/1769170.
- Baingo, Andreas (20 juli 2020). ”BFC Dynamo: Raus aus der Schmuddelecke” (på tyska). Berliner Kurier (Berlin: Berliner Verlag GmbH). https://www.berliner-kurier.de/sport/bfc-dynamo-raus-aus-der-schmuddelecke-li.93885.
- Ford, Matt (7 november 2019). ”'Stasi club' BFC Dynamo: What happened to the record East German champions?” (på engelska). Deutsche Welle (Bonn: Deutsche Welle). https://www.dw.com/en/stasi-club-bfc-dynamo-what-happened-to-the-record-east-german-champions/a-51084561.
- Thiede, Jens Patrick (3 oktober 2008). ”Stasi-nazi-ossi-hooligan-image på prøve: Dynamos evige arv og tavse transformation” (på danska). Tipsbladet (Köpenhamn: Tipsbladet ApS). https://www.tipsbladet.dk/artikel/stasi-nazi-ossi-hooligan-image-paa-proeve-dynamos-evige-arv-og-tavse-transformation.

### Böcker
- Bertram, Marco (2015) (på tyska). BFC Dynamo Fußballfibel. Berlin: CULTURCON medien. ISBN 978-3-944068-38-1
- Dennis, Mike; Grix, Jonathan (2012) (på engelska). Sport under Communism – Behind the East German 'Miracle'. Hampshire: Palgrave Macmillan (Macmillan Publishers Limited). ISBN 978-0-230-22784-2
- MacDougall, Alan (2014) (på engelska). The People's Game: Football, State and Society in East Germany. Cambridge: Cambridge University Press. ISBN 978-1-107-05203-1
- Gläser, Andreas (2002) (på tyska). Der BFC war schuld am Mauerbau: Ein stolzer Sohn des Proletariats erzählt. Berlin: Aufbau Verlag. ISBN 978-3746618616
- Glaser, Joakim (2020). Fotboll från Mielke till Merkel – Kontinuitet, brott och förändring i supporterkultur i östra Tyskland. Malmö: Arx Förlag AB. ISBN 978-91-87043-61-1
- Karas, Steffen (2020) (på tyska). 66 Jahre BFC Dynamo - Auswärts mit 'nem Bus. Berlin: CULTURCON Medien. ISBN 978-3-944068-95-4.
- Schramm, Jochen (1995) (på tyska). Riot Boys!. Köln: KRASH-Verlag. ISBN 978-3930559220.
- Luther, Jörn; Willmann, Frank (2003) (på tyska). BFC Dynamo – Der Meisterclub. Berlin: Das Neue Berlin. ISBN 978-3360012272